# Los Remedios, Querétaro Arteaga
Los Remedios är en ort i Mexiko.   Den ligger i kommunen Cadereyta de Montes och delstaten Querétaro Arteaga, i den centrala delen av landet, 170 km norr om huvudstaden Mexico City. Los Remedios ligger 1 963 meter över havet och antalet invånare är 110.
Terrängen runt Los Remedios är kuperad. Runt Los Remedios är det ganska glesbefolkat, med 38 invånare per kvadratkilometer. Närmaste större samhälle är Ezequiel Montes, 17,9 km sydväst om Los Remedios. Trakten runt Los Remedios består i huvudsak av gräsmarker.